# 小林一三
小林一三（日语：／ Kobayashi Ichizō，1873年1月3日—1957年1月25日），号逸翁，别号霭溪学人、霭溪山人。是一位日本企业家、政治家、艺术品收藏家。

## 生平

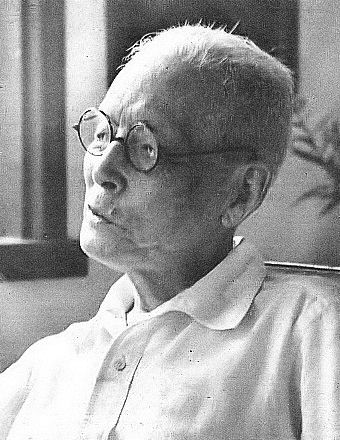
1951年的小林一三

1873年出生于山梨县巨摩郡河原部村（現山梨县韮崎市），富商之子  。1892年毕业于庆应义塾大学。毕业以后进入三井银行。1907年升任东京本店调查课主任，受饭田义一和岩下清周邀请创建北滨银行。后由于经济危机失业，1907年创建箕面有马电气轨道（阪急電鐵前身），1914年4月成立寶塚歌劇團，1927年担任阪急電鐵社长，1929年3月创建阪急百貨店，1933年担任东京电灯社长。1934年建成東京寶塚劇場，1937年设立东宝映画，1943年两者合并成为東寶，1940年7月担任第二次近衛內閣商工大臣，1941年4月担任贵族院议员，1945年11月担任幣原內閣國務大臣，1951年担任東寶社长。1955年辞任。
1957年1月25日在大阪府池田市逝世，享年84岁。其自宅雅俗山庄被改建为逸翁美术馆。

## 延伸阅读
- . Nippon.com. June 9, 2014  [February 17, 2021].